# Viktor Bulatov
Viktor Gennad'evič Bulatov (in russo Виктор Геннадьевич Булатов?; Čeljabinsk, 22 gennaio 1972) è un ex calciatore e allenatore di calcio russo.

## Statistiche

### Cronologia presenze e reti in nazionale
| Cronologia completa delle presenze e delle reti in nazionale ― Russia | Cronologia completa delle presenze e delle reti in nazionale ― Russia | Cronologia completa delle presenze e delle reti in nazionale ― Russia | Cronologia completa delle presenze e delle reti in nazionale ― Russia | Cronologia completa delle presenze e delle reti in nazionale ― Russia | Cronologia completa delle presenze e delle reti in nazionale ― Russia | Cronologia completa delle presenze e delle reti in nazionale ― Russia | Cronologia completa delle presenze e delle reti in nazionale ― Russia |
| Data                                                                  | Città                                                                 | In casa                                                               | Risultato                                                             | Ospiti                                                                | Competizione                                                          | Reti                                                                  | Note                                                                  |
| --------------------------------------------------------------------- | --------------------------------------------------------------------- | --------------------------------------------------------------------- | --------------------------------------------------------------------- | --------------------------------------------------------------------- | --------------------------------------------------------------------- | --------------------------------------------------------------------- | --------------------------------------------------------------------- |
| 18-11-1998                                                            | Fortaleza                                                             | Brasile                                                               | 5 – 1                                                                 | Russia                                                                | Amichevole                                                            | -                                                                     | 46’                                                                   |
| 19-5-1999                                                             | Tula                                                                  | Russia                                                                | 1 – 1                                                                 | Bielorussia                                                           | Amichevole                                                            | -                                                                     | 76’                                                                   |
| 9-6-1999                                                              | Mosca                                                                 | Russia                                                                | 1 – 0                                                                 | Islanda                                                               | Qual. Euro 2000                                                       | -                                                                     | 46’                                                                   |
| 18-8-1999                                                             | Minsk                                                                 | Bielorussia                                                           | 0 – 2                                                                 | Russia                                                                | Amichevole                                                            | -                                                                     | 77’                                                                   |
| 4-6-2000                                                              | Chișinău                                                              | Moldavia                                                              | 0 – 1                                                                 | Russia                                                                | Amichevole                                                            | -                                                                     | 53’                                                                   |
| 28-2-2001                                                             | Candia                                                                | Grecia                                                                | 3 – 3                                                                 | Russia                                                                | Amichevole                                                            | -                                                                     | 86’                                                                   |
| Totale                                                                |                                                                       | Presenze                                                              | 1                                                                     |                                                                       | Reti                                                                  | 0                                                                     |                                                                       |

## Palmarès

### Giocatore

#### Competizioni nazionali
- Campionato russo: 3

Spartak Mosca: 1999, 2000, 2001

#### Competizioni internazionali
- Coppa dei Campioni della CSI: 3

Spartak Mosca: 1999, 2000, 2001